# Abgar V d'Edessa
Abgar V d'Edessa   (segle I aC - 50 dC) rei d'Osroene (4 aC-7 dC) i (13 dC-50 dC). Fill del rei Manu III Saphul d'Osroene, a qui succeí. L'any 7 dC el seu germà Manu IV ocupà el tron fins al 13 dC, quan Abgar va assolir de nou el poder. Fou succeït pel seu fill Manu V.

## Correspondència amb Jesús de Natzaret
A principis del segle iv, el bisbe Eusebi de Cesarea afirmava haver trobat a la ciutat d'Edessa unes cartes escrites en siríac que suposadament s'havien enviat el rei Abgar V i Jesús de Natzaret. Eusebi va publicar la traducció al grec antic d'aquestes cartes.
Les cartes es van agrupar en el text apòcrif Cartes de Jesús a Abgar, rei d'Edessa:
- La primera d'elles és una invitació que fa el rei Abgar V a Jesús perquè el visiti a Edessa i el sani d'una terrible malaltia que sofria.
- La segona epístola és la resposta de Jesús de Natzaret a l'enviat reial Ananies, on s'excusa per no anar a Edessa a visitar-lo però li explica que després de la seva ascensió al cel enviarà un deixeble per curar-lo.

En tornar l'emissari, el rei va sanar per la mera virtut d'aquestes paraules. L'esment que feia la carta que la ciutat d'Edessa seria sempre victoriosa va convertir la carta en una mena d'amulet de la ciutat, que l'havia de protegir de qualsevol mal.

## ElMandylion
Relacionat amb aquesta llegenda, va aparèixer la de la Santa Imatge d'Edessa o Mandylion. L'emissari del rei era també pintor, i va rebre l'encàrrec de fer un retrat de Crist, que potser va fer en tornar. Aquesta imatge va ser objecte de veneració i, en poc temps, va començar a considerar-se creada pel mateix Crist, que hauria imprès la seva cara sobre el llenç (a la manera d'altres imatges acheiropoietoe (fetes sense les mans) com el vel de la Verònica o el Sant Llençol de Torí). El Mandylion va esdevenir el símbol d'Edessa i en una mena de "pal·ladion" (objecte protector de la ciutat).